# 伊東市
伊東市（いとうし）は、静岡県の最東部に位置する市。

## 地理

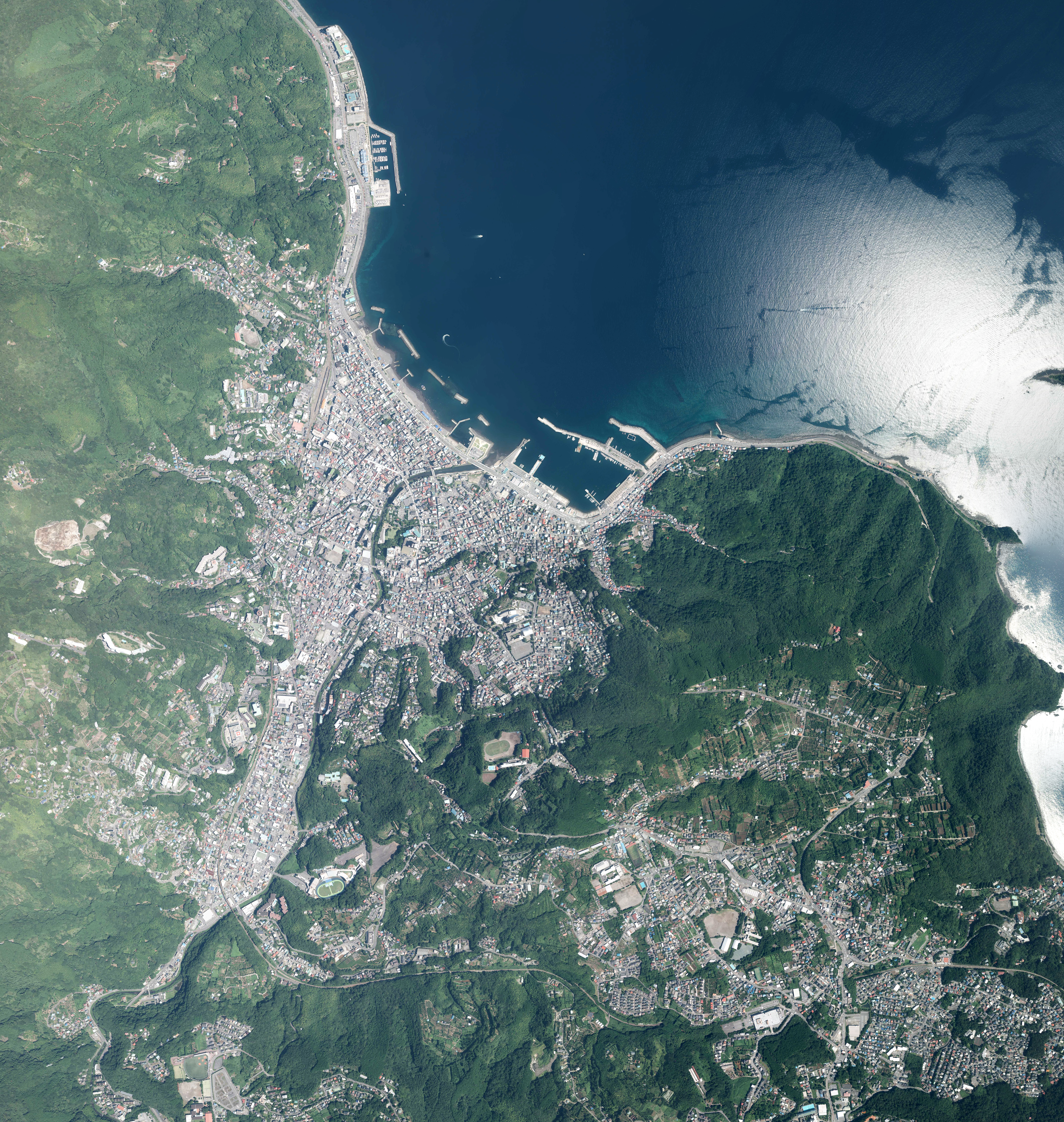
伊東市中心部周辺の空中写真。
2017年8月9日撮影の11枚を合成作成。

相模灘に面した伊豆半島の東岸中部に位置する。市域は宇佐美火山東部斜面と丘陵性山地、天城火山東北部、大室山と先原溶岩台地、伊豆高原などのエリアからなる。また城ヶ崎は溶岩流出と海食崖で形成された海岸である。この海岸や西端の山稜が富士箱根伊豆国立公園として指定を受けている。
市街地は伊東大川の谷底低地から傾斜地に向かって拡大した。市中部は戦後、別荘地として開発され、観光施設も集まるようになり、大室山の麓にある伊豆高原地域は半島東部でも有数の観光地として知られるようになった。
市内ではほぼ海岸沿いに東日本旅客鉄道（JR東日本）伊東線・伊豆急行伊豆急行線と国道135号が縦断している。

### 地形

#### 山地
主な山
- 大室山
- 小室山
- 巣雲山
- 矢筈山
- 伊雄山

#### 河川
主な川
- 伊東大川
- 宮川

#### 湖沼
主な湖
- 一碧湖
- 松川湖（人造湖）

#### 海岸
- 相模灘
- 城ヶ崎海岸
- 手石島

### 地域

#### 地区
大きく分けて以下の4地区に分かれており、これらはさらに15の行政区に分けられてそれぞれに区長が置かれている。またさらに細かく150以上の町内会と約20の分譲地別荘地の自治会などに分かれている。
- 宇佐美（うさみ） - 旧宇佐美村エリア。
  - 宇佐美区
- 市街地 - 旧伊東村（伊東町）エリア。
  - 湯川（ゆかわ）区 - 旧湯川村
  - 松原（まつばら）区 - 旧松原村
  - 岡（おか）区 - 旧岡村
  - 鎌田（かまた）区 - 旧鎌田村
  - 玖須美（くすみ）区 - 旧玖須美村
  - 新井（あらい）区 - 旧新井村
- 小室（こむろ） - 旧小室村エリア。
  - 川奈（かわな）区 - 旧川奈村
  - 吉田（よしだ）区 - 旧吉田村
  - 荻（おぎ）区 - 旧荻村
  - 十足（とおたり）区 - 旧十足村
- 対島（たじま） - 旧対島村エリア。
  - 富戸（ふと）区 - 旧富戸村
  - 池（いけ）区 - 旧池村
  - 八幡野（やわたの）区 - 旧八幡野村
  - 赤沢（あかざわ）区 - 旧赤沢村

#### 町名
市街地中心部である松原区から岡区・玖須美区にかけての地域では、住所上独自の町名が用いられている（また既述の通り、これとは別の名称・区分の「町内会」も存在している）。
- 宇佐美（うさみ）地区
  - 宇佐美（うさみ）：阿原田（あはらだ）、阿武楠（あぶくす）、一ノ沢（いちのさわ）、稲田（いなだ）、岩松（いわまつ）、グリーンヒル別荘地（ぐりーんひるべっそうち）、桑原（くわはら）、郷戸（ごうど）、歳顔（さいがお）、嵯峨野（さがの）、桜田（さくらだ）、桜山（さくらやま）、芝原（しばはら）、塩木道（しよきみち）、城山（しろやま）、城宿（じょうじゅく）、杉本（すぎもと）、田中（たなか）、留田（とまた）、豊田（とよだ）、中川辺（なかかわべり）、中里（なかざと）、長面（ながおもて）、八幡（はちまん）、初津（はづ）、的場（まとば）、宮京（みやきょう）、山田（やまだ）、横枕（よこまくら）、割込（わりこみ）
- 湯川（ゆかわ）地区
  - 湯川（ゆかわ）：磯辺山（いそべやま）、道満（どうまん）
  - 湯川（ゆかわ）：一丁目～四丁目
- 松原（まつばら）地区
  - 銀座元町（ぎんざもとまち）
  - 猪戸（ししど）：一丁目・二丁目
  - 中央町（ちゅうおうちょう）
  - 渚町（なぎさちょう）
  - 東松原町（ひがしまつばらちょう）
  - 松川町（まつかわちょう）
  - 松原（まつばら）：寺山町（てらやまちょう）、丸山町（まるやまちょう）
  - 松原本町（まつばらほんちょう）
  - 松原湯端町（まつばらゆばたちょう）
- 玖須美（くすみ）地区
  - 大原（おおはら）：一丁目～三丁目
  - 玖須美元和田（くすみもとわだ）：城星町（じょうぼしちょう）、田代（たしろ）
  - 静海町（しずみちょう）
  - 芝町（しばちょう）
  - 竹の内（たけのうち）：一丁目・二丁目
  - 竹の台（たけのだい）
  - 物見が丘（ものみがおか）
  - 和田（わだ）：一丁目・二丁目
- 新井（あらい）地区
  - 新井（あらい）：魚見（うおみ）
  - 新井（あらい）：一丁目・二丁目
- 岡（おか）地区
  - 岡（おか）：赤坂（あかさか）、泉町（いずみちょう）、片倉（かたくら）、水道山町（すいどうやまちょう）、見晴町（みはらしちょう）
  - 岡広町（おかひろちょう）
  - 音無町（おとなしちょう）
  - 瓶山（かめやま）：一丁目・二丁目
  - 寿町（ことぶきちょう）
  - 幸町（さいわいちょう）
  - 桜木町（さくらぎちょう）：一丁目・二丁目
  - 末広町（すえひろちょう）
  - 宝町（たからちょう）
  - 広野（ひろの）：一丁目～四丁目
  - 弥生町（やよいちょう）
  - 湯田町（ゆだちょう）
- 鎌田（かまだ）地区
  - 鎌田（かまだ）：海立（かいたち）、柏嶺（かしわみね）、久保方（くぼかた）、田平（たのひら）、八代田（やしろだ）、横堀（よこぼり）
  - 桜が丘（さくらがおか）：一丁目・二丁目
  - 馬場町（ばばちょう）：一丁目・二丁目
  - 南町（みなみちょう）：一丁目・二丁目
  - 宮川町（みやがわちょう）：一丁目・二丁目
- 川奈（かわな）地区
  - 川奈（かわな）：石神（いしがみ）、磯道（いそみち）、ウバコ、大畠（おおばたけ）、小網代（こあじろ）、小浦町（こうらちょう）、出口（でぐち）、西鬼ケ窪（にしおにがくぼ）、水無田（みなしだ）、宮町（みやちょう）
- 吉田（よしだ）地区
  - 吉田（よしだ）：大池（おおいけ）、風越（かざこし）、五毛（ごもう）、上の木戸（じょうのきど）、地久保原（ちくぼはら）、長畑ケ（ながばたけ）、保代（ぼだい）、丸塚（まるつか）
- 荻（おぎ）地区
  - 荻（おぎ）：新山（あらやま）、城の木戸（じょうのきど）、城ノ平（じょうのだいら）、角折（つのり）、堂ケ峰（どうがみね）
- 十足（とうたり）地区
  - 十足（とうたり）：青土（あおとず）、新山（あらやま）、池平（いけひら）、大坂（おおさか）、大田丸（おおたまる）、御日神山（おひじんやま）、古栗木（こくりぎ）、白木原（しらきはら）、新林（しんばやし）、滝ケ沢（たきがさわ）、手力男（たじからおお）、奈畑（なばたけ）、細野（ほその）、山鳥古（やまどりこ）
- 富戸（ふと）地区
  - 富戸（ふと）：アラ山（あらやま）、梅木平（うめのきだいら）、大室高原（おおむろこうげん）、先原（さきばら）、三野原（さんのはら）
- 八幡野（やわたの）地区
  - 八幡野（やわたの）：エビソ、尾入山（おいりやま）、株尻（かぶじり）、雷久保（かみなりくぼ）、履掛（くつかけ）、倉骨沢（くらぼねさわ）、小面（こずら）、紺ノ尻（こんのしり）、郷堀（ごうほり）、坂ノ上（さかのうえ）、高塚（たかづか）、立土（たちど）、鉄砲塚（てっぽうづか）、中道（なかみち）、西畑（にしばたけ）、萩ケ久保（はぎがくぼ）、萩ケ久保上（はぎがくぼかみ）、東町（ひがしちょう）、平松（ひらまつ）、松ノ木畑（まつのきばたけ）、向町（むかいちょう）、矢熊ノ段（やぐまのだん）、横林（よこばやし）
- 池（いけ）地区
  - 池（いけ）：池ノ坂（いけのさか）、大矢筈（おおやはず）、柏戸（かしわと）、片倉（かたくら）、上里（かみさと）、小矢筈（こやはず）、下里（しもさと）、下林（しもばやし）、台（だい）、中里（なかざと）、中背（なかせ）、中野（なかの）、室ノ腰（むろのこし）、山添（やまぞえ）、鷲尾（わしお）
- 赤沢（あかざわ）地区
  - 赤沢（あさざわ）：浮山（うきやま）、大洞（おおぼら）、大幕（おおまく）、大峯北（おおみねきた）、大峯南（おおみねみなみ）、落合（おちあい）、小山（おやま）、上入谷（かみいりや）、上大峯（かみおおみね）、上落合（かみおちあい）、草崎（くささき）、小浦（こうら）、芝草（しばくさ）、下大峯（しもおおみね）、下落合（しもおちあい）、下草崎（しもくさざき）、立場（たちば）、長坂（ながさか）、東ノ窪（ひがしのくぼ）、水頭（みずがしら）、横瀬（よこせ）

#### 別荘地
宇佐美〜小室
- みのりの村
- 伊東丸善ランド
- 伊東かどの台
- 富士急伊豆川奈温泉別荘地
- イトーピア一碧湖畔別荘地（伊藤忠商事）

富戸〜八幡野北部
- 大室高原
- 伊豆高原（伊豆急伊豆高原）
  - 東大室（伊豆急東大室）
  - 城ヶ崎（伊豆急城ヶ崎）
  - 南大室台（伊豆急南大室台）
- すいらん荘

天城高原
- 東急天城高原別荘地

八幡野南部〜赤沢
- 浮山温泉郷
- 名鉄赤沢別荘地
- あかざわ恒陽台
- 赤沢望洋台

### 人口
| |                                        |  |
| 伊東市と全国の年齢別人口分布（2005年） | 伊東市の年齢・男女別人口分布（2005年） |  |
| ■紫色 ― 伊東市 ■緑色 ― 日本全国 | ■青色 ― 男性 ■赤色 ― 女性              |  |
| 伊東市（に相当する地域）の人口の推移 \| 1970年（昭和45年） \| 63,003人 \| \| \| 1975年（昭和50年） \| 68,072人 \| \| \| 1980年（昭和55年） \| 69,638人 \| \| \| 1985年（昭和60年） \| 70,197人 \| \| \| 1990年（平成2年） \| 71,223人 \| \| \| 1995年（平成7年） \| 72,287人 \| \| \| 2000年（平成12年） \| 71,720人 \| \| \| 2005年（平成17年） \| 72,441人 \| \| \| 2010年（平成22年） \| 71,437人 \| \| \| 2015年（平成27年） \| 68,345人 \| \| \| 2020年（令和2年） \| 65,491人 \| \| |                                        |  |
| 総務省統計局 国勢調査より |                                        |  |
| 1970年（昭和45年） | 63,003人                               |  |
| 1975年（昭和50年） | 68,072人                               |  |
| 1980年（昭和55年） | 69,638人                               |  |
| 1985年（昭和60年） | 70,197人                               |  |
| 1990年（平成2年） | 71,223人                               |  |
| 1995年（平成7年） | 72,287人                               |  |
| 2000年（平成12年） | 71,720人                               |  |
| 2005年（平成17年） | 72,441人                               |  |
| 2010年（平成22年） | 71,437人                               |  |
| 2015年（平成27年） | 68,345人                               |  |
| 2020年（令和2年） | 65,491人                               |  |

### 隣接自治体
静岡県
- 熱海市
- 伊豆市
- 伊豆の国市
- 賀茂郡：東伊豆町

## 歴史

### 先史
旧石器時代
- 旧石器時代 - 人が住み始め、現在の富戸地区の芦田原遺跡、岡地区の萩坂遺跡がみられる[3]。

縄文時代
- 縄文時代 - 現在の岡地区の上ノ坊遺跡、玖須美地区の敷石住居跡、竹の台遺跡がみられる[3]。

### 古代
弥生時代
- 弥生時代 - 現在の岡地区の日暮遺跡、瓶山遺跡がみられる[3]。

古墳時代
- 古墳時代 - 現在の宇佐美地区の離山遺跡、新井地区の塚畑遺跡円型古墳がみられる[3]。

飛鳥時代
- 645年 - 伊豆国が駿河国に合併される[3]。
- 680年 - 駿河国から分離、伊豆国となる[3]。

### 中世
鎌倉時代
- 1261年 - 日蓮が「立正安国論」を幕府への批判と見なされ、伊東へと流罪（伊豆法難）となる[3]。

### 近世
安土桃山時代
- 1605年 - ウィリアム・アダムス（三浦按針）が唐人川の河口で造船を行ない、西洋式大型帆船2隻をつくる[3]。

### 近代
大正
- 1918年（大正7年） - 伊東劇場が開業する[3]。

昭和
- 1935年（昭和10年） - 伊東線、熱海駅 - 網代駅間が開通する[3]。
- 1938年（昭和13年） - 伊東線が全線開通、伊東駅が開業する[3]。

### 現代
昭和
- 1949年（昭和24年）10月 - キネマ通り火事、32戸を焼失する[4]。
- 1950年7月（昭和25年） 
  - 伊東国際観光温泉文化都市建設法が成立し、国際観光温泉文化都市（国際観光文化都市）に指定[4]。
  - 同年9月 第1回伊東温泉競輪を開催[4]。
- 1952年（昭和27年）
  - 5月 - 伊東スタジアムが完成する[4]。
  - 8月 「伊東国際観光温泉文化都市建設法の一部を改正する法律」が成立（憲法第95条による法案改正案への住民投票は唯一この1例のみである）。
- 1955年（昭和30年）3月15日 - 富士箱根伊豆国立公園地域に指定される[4]。
- 1958年（昭和33年）9月 - 狩野川台風により、死者58人、重軽傷者732人、家屋全壊125戸、流失76戸の被害を受ける[4]。
- 1961年（昭和36年）12月 - 伊豆急行伊豆急行線 伊東駅 - 伊豆急下田駅間が開通、市内に新たに4駅が開業する。
- 1963年（昭和38年）4月 - 教育委員会が「伊東市民の歌」（作詞：サトウハチロー、作曲：中田喜直）を選定。
- 1965年（昭和40年）5月 - 諏訪市と姉妹都市提携を結ぶ[4]。
- 1969年（昭和44年）6月 - アジア太平洋協議会（ASPAC=アスパック）第4回閣僚会議が川奈ホテルで開催[4]。
- 1974年（昭和49年）7月 - 国道135号御石ヶ沢トンネルが開通する[4]。
- 1979年（昭和54年）
  - 10月 台風20号により、死者1名、家屋全半壊5戸、床上床下浸水28戸、公共施設1億337万円の被害を受ける[4]。
  - 10月28日 読売ジャイアンツの若手選手による地獄の伊東キャンプを決行。
- 1982年（昭和57年）8月10日 - 初の海外友好都市提携をイギリス・ジリンガム（en:Gillingham, Kent）と結ぶ[4]。
- 1988年（昭和63年）
  - 3月 - 「平和都市（核兵器廃絶）」を宣言する[4]。
  - 12月15日 - 松原大火、市内松原地区で全焼24棟、半焼2棟、部分焼15棟、水損2棟、焼損面積5,230平方メートルの被害を受ける[4][注釈 1]。

平成
- 1989年（平成元年）7月13日  - 伊東市沖合で海底噴火が起き、手石海丘が形成される。
- 1995年（平成7年）6月 - 大原町に市役所新庁舎が完成、渚町（現在は松川藤の広場となっている）より移動。
- 1998年（平成10年）4月18日 - 当時の日本国内閣総理大臣・橋本龍太郎とロシア連邦大統領ボリス・エリツィンによる首脳会談（いわゆる川奈会談）が川奈ホテルで開催。
- 2004年（平成16年）10月9日 - 台風22号通過に伴い、竜巻と思われる強風が吹き荒れ、宇佐美地区を中心に被害が出る。

### 沿革
- 江戸時代末期 - 15の村々が存在する。
- 1889年（明治12年）4月1日 - 町村制施行、賀茂郡対島村、小室村、伊東村、宇佐美村となる。
- 1896年（明治19年）4月1日 - 4つの村がすべて賀茂郡から田方郡に移行する。
- 1906年（明治39年）1月1日 - 伊東村が町制施行、伊東町になる。
- 1947年（昭和22年）8月10日 - 伊東町および小室村が合併して市制を施行し、伊東市になる[5]。
- 1955年（昭和30年）4月1日 - 対島村、宇佐美村が伊東市に編入される[6]。

### 災害史
主な自然災害（20世紀以降）
- 1923年（大正12年）9月1日 - 関東大震災（関東地震）。伊東町で死者79人、行方不明者30人[1]。小室村で死者7人[1]。津波の高さも、宇佐美で4 - 7メートル、伊東で3 - 7.5メートル、川奈・富戸・八幡野・赤沢などで5メートル程度に達し、流失家屋は伊東で294戸、宇佐美で111戸、小室で56戸に及んだ[1]。
- 1930年（昭和5年）
  - 2月13日 - 伊東群発地震。2月13日から5月末にかけての群発地震で、特に3月22日の地震（M5.9）では伊東で屋根瓦の落下や壁の亀裂が発生[1]。
  - 11月26日 - 北伊豆地震。市内では死者1人、負傷者24人[1]。地震後にキネマ小路付近から出火し約40戸が焼失[7]（静岡県の資料によると伊東での火災により53戸が全焼[1]）。
- 1944年（昭和19年）12月7日 - 昭和東南海地震[1]。静岡県の資料によると「県中・西部で大被害を生じたが、伊豆では殆ど被害なく当地での震度は3程度に止まった。」としている[1]。
- 1958年（昭和33年）9月26日 - 狩野川台風。伊東では死者42人、負傷者732人、行方不明16人、全壊125戸、半壊140戸、流失76戸などの被害[1]（旧伊東町で死者33人、全壊埋没78戸、流失101戸とする資料もある[8]）。
- 1976年（昭和51年）7月10日 - 梅雨前線による大雨で伊東市内で全壊1戸、床上浸水1戸、床下浸水6戸[8]。
- 1978年（昭和53年）
  - 1月14日 - 伊豆大島近海の地震。負傷者4人、住家全壊1戸、半壊4戸などの被害[1]。
  - 12月3日 - 地震により負傷者1人、墓石の転倒や壁や柱の亀裂などの被害[1]。
- 1980年（昭和55年）6月 - 伊豆半島東方沖で群発地震。特に6月29日の地震で伊東市内では、負傷者7人、家屋全壊1戸、一部破損17戸、山崩れ22個所、道路破損21個所などの被害[1]。
- 1989年（平成元年）
  - 6月から7月 - 伊豆半島東方沖で群発地震。特に7月9日の最大規模の地震で伊東市内では、軽傷22人、家屋全壊1戸、一部破損17戸、山崩れ22個所、道路破損21個所などの被害[1]。
  - 7月13日 - 伊東市【手石海丘】海底火山噴火（伊豆東部火山群）。手石島の北 2Km 地点で海面が盛り上がり、水柱や灰色の噴煙が確認される[1]。

## 行政

### 市長
- 市長：田久保眞紀（2025年5月29日就任、1期）

| 代       | 氏名       | 就任日        | 退任日        | 備考               |
| -------- | ---------- | ------------- | ------------- | ------------------ |
| 初代     | 石川哲     | 1947年9月25日 | 1951年9月24日 |                    |
| 2代      | 太田賢次郎 | 1951年9月25日 | 1954年7月25日 | 健康問題などで辞職 |
| 3代      | 稲葉兵吉   | 1954年7月26日 | 1958年7月25日 |                    |
| 4～5代   | 沼田元弌   | 1958年7月26日 | 1966年7月25日 |                    |
| 6～9代   | 稲木敏郎   | 1966年7月26日 | 1982年7月25日 |                    |
| 10～12代 | 芹沢昭三   | 1982年7月26日 | 1994年7月25日 |                    |
| 13～15代 | 鈴木藤一郎 | 1994年7月26日 | 2005年4月12日 | 在任中に死去       |
| 16～18代 | 佃弘巳     | 2005年5月29日 | 2017年5月28日 |                    |
| 19～20代 | 小野達也   | 2017年5月29日 | 2025年5月28日 |                    |
| 21代     | 田久保眞紀 | 2025年5月29日 | 現職          |                    |

## 議会

### 衆議院
- 選挙区：静岡県第6区（沼津市、熱海市、伊東市、下田市、伊豆市、伊豆の国市（旧韮山町、大仁町）、賀茂郡、駿東郡（長泉町、清水町））
- 任期：2021年10月31日 - 2025年10月30日
- 投票日：2021年10月31日
- 当日有権者数：425,131人
- 投票率：53.77％

| 当落 | 候補者名 | 年齢 | 所属党派     | 新旧別 | 得票数    | 重複 |
| ---- | -------- | ---- | ------------ | ------ | --------- | ---- |
| 当   | 勝俣孝明 | 45   | 自由民主党   | 前     | 104,178票 | ○    |
| 比当 | 渡辺周   | 59   | 立憲民主党   | 前     | 99,758票  | ○    |
|      | 山下洸棋 | 30   | 日本維新の会 | 新     | 22,086票  | ○    |

## 施設

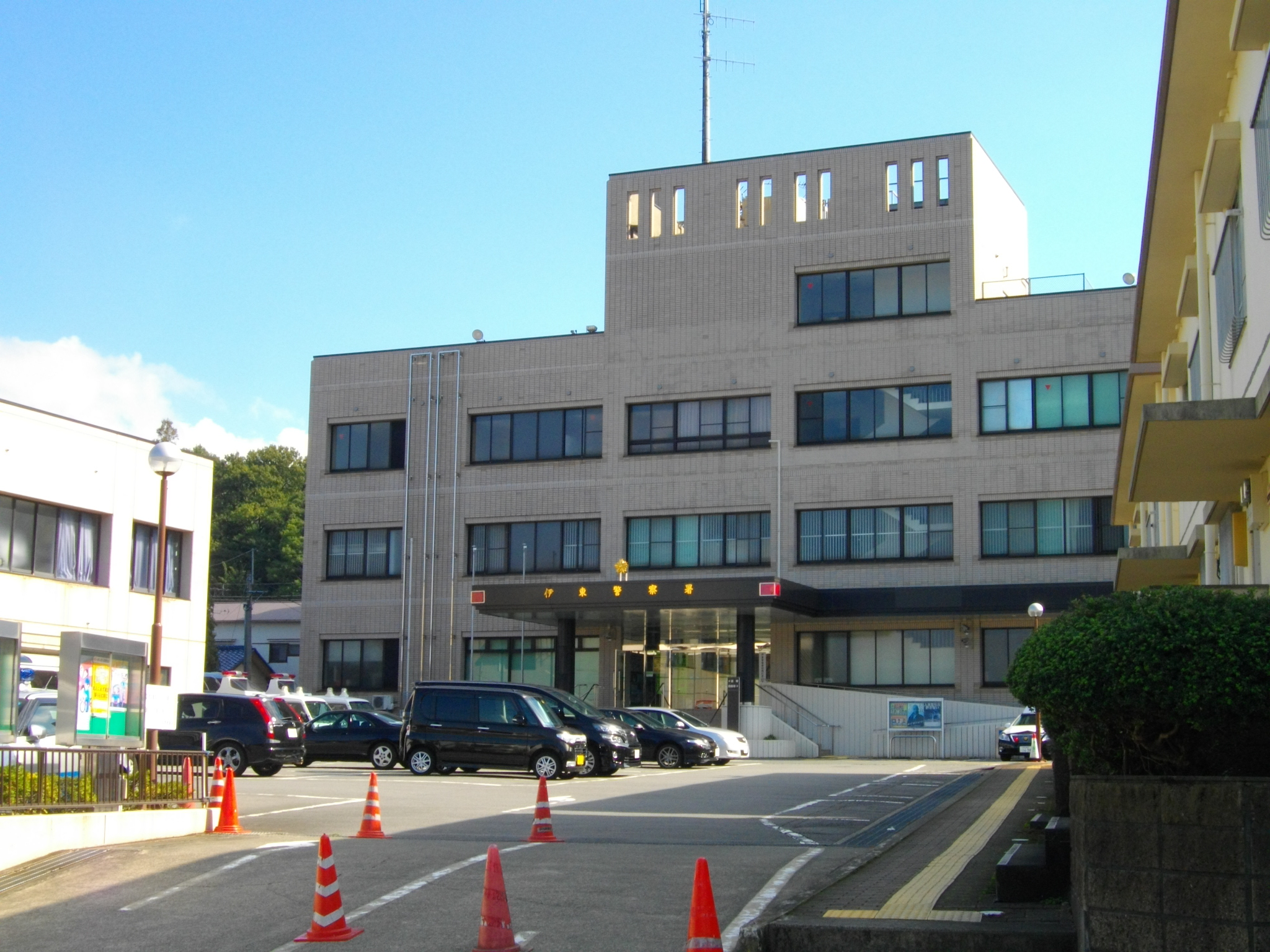
伊東警察署

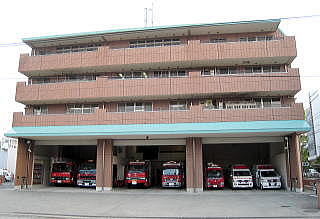
伊東消防署

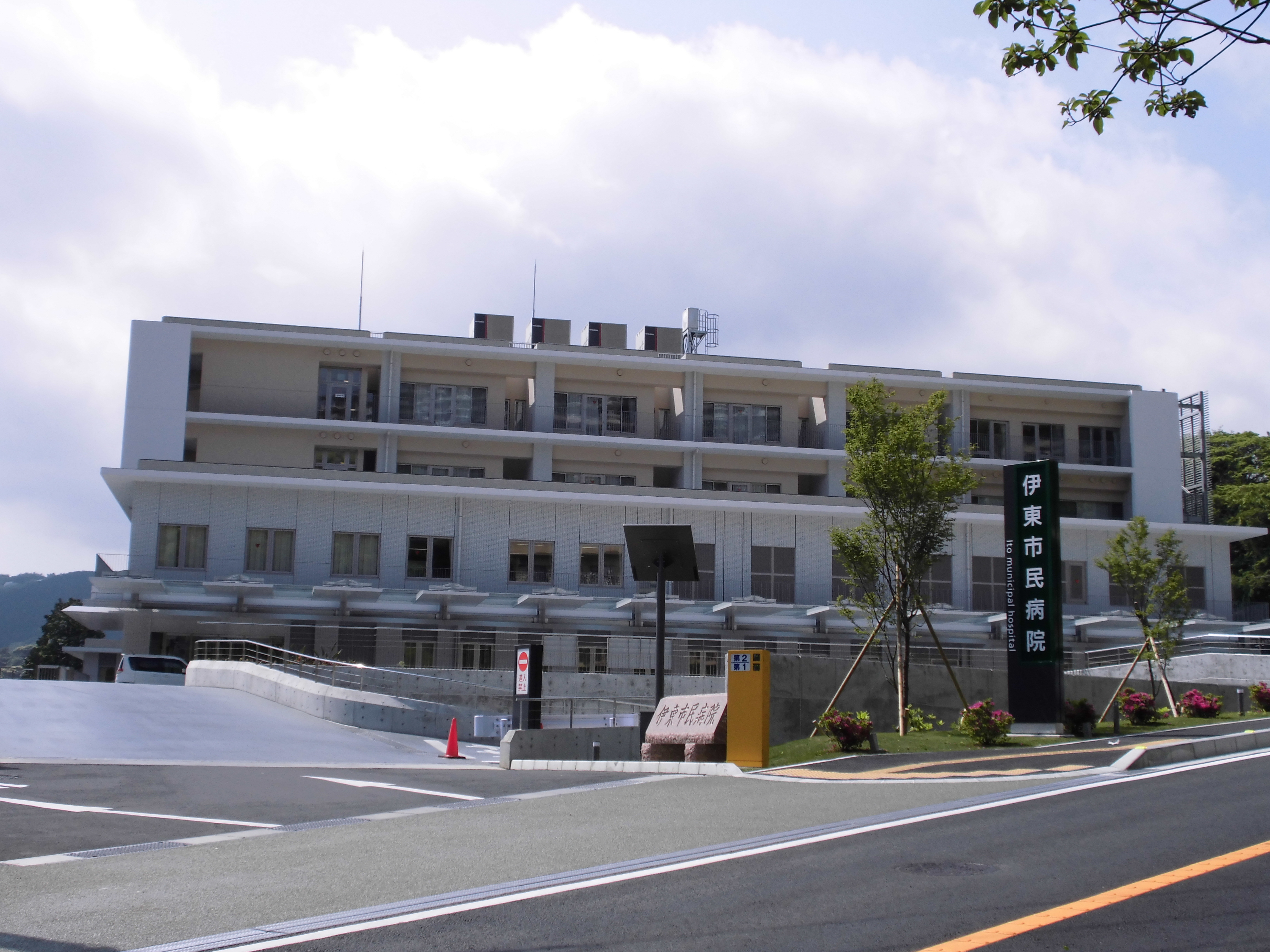
伊東市民病院

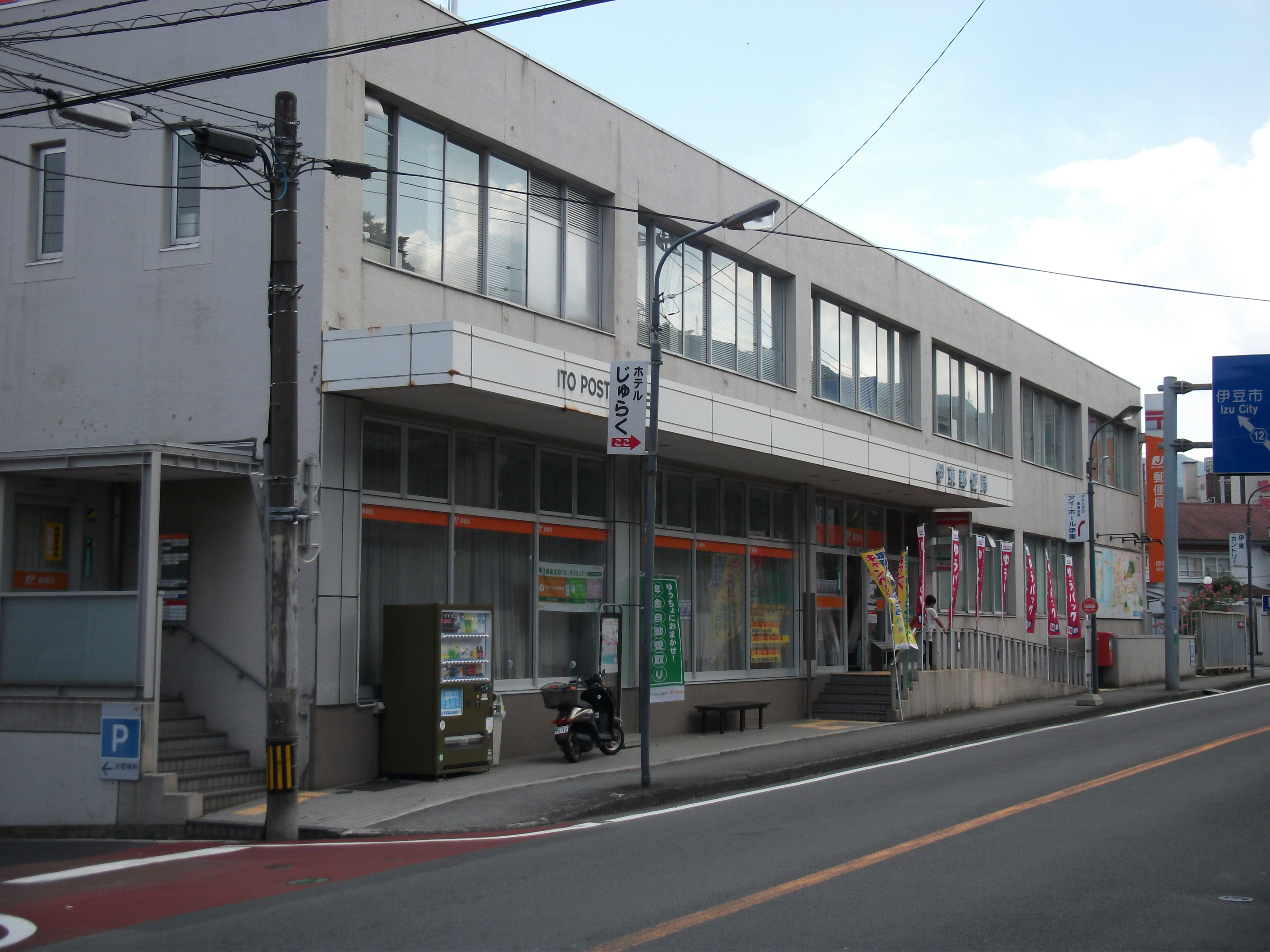
伊東郵便局

### 警察
本部
- 静岡県警察 伊東警察署（竹の台）

交番
- 岡交番
- 伊東駅前交番
- 玖須美交番
- 宇佐美交番
- 八幡野交番

駐在所
- 新井駐在所
- 吉田駐在所
- 富戸駐在所

### 消防
本部
- 駿東伊豆消防本部

消防署
- 伊東消防署（桜木町一丁目）

分署
八幡野分署（八幡野1189-107）
出張所
- 宇佐美（宇佐美1641-7）
- 吉田（吉田571-2）

### 国の機関
- 国土地理院伊東験潮場
- 伊東公共職業安定所

### 医療
主な病院
- 伊東市民病院

### 郵便局
郵便番号は以下の通りである。2006年10月1日に変更。
- 伊東郵便局：414-00xx、414-85xx、414-86xx、414-87xx、413-02xx
- 熱海郵便局（熱海市）：413-00xx、413-85xx、413-86xx、413-87xx、413-01xx

主な郵便局
- 宇佐美郵便局
- 伊東駅前郵便局
- 伊東松原郵便局
- 伊東郵便局 - 集配局
- 伊東鎌田郵便局
- 伊東玖須美郵便局 - 伊東郵便局の前身となった玖須美郵便局（旧和田郵便局）とは別の場所にある。ATM無し。
- 伊東川奈郵便局
- 伊豆高原郵便局-旧集配センター
- 八幡野やんもの里郵便局 - 「やんも」とはヤマモモの事。

簡易郵便局
- 伊東逆川簡易郵便局 - ATM無し。
- 伊東荻簡易郵便局 - JAあいら伊豆荻支所に併設。ATM無し。
- 伊東吉田簡易郵便局 - ATM無し。
- 伊東富戸簡易郵便局 - 民営化直後一時閉鎖されたが再開した。ATM無し。
  - 伊東ショッピングプラザデュオ店内に、ゆうちょ銀行のATMが設置されている。

### 図書館
主な図書館
- 伊東市立伊東図書館

### 交流施設
- 伊東市観光会館
- 伊東ふれあいセンター

### 運動施設
- 伊東市営海浜プール - 25mプール、児童プールがあり、夏場だけ営業。
- 大原武道場 - 板敷きと畳敷きの道場、トレーニング室、伊東市立東小学校の体育館と併設。
- 伊東勤労者体育センター
- 伊東市営かどの球場 - 両翼90mと狭いため、硬式野球を行う事ができない。
- 小室山公園テニスコート（全18面）

## 対外関係

### 姉妹都市・提携都市

#### 国内
姉妹都市
- 諏訪市（中部地方 長野県）
  - 1965年（昭和40年）5月20日 - 姉妹都市提携[10]。

提携都市
- 広野町 (東北地方 福島県 双葉郡)
  - 2017年（平成29年）5月24日 - 友好都市として提携[10]。

#### 海外
姉妹都市
- メドウェイ市（イギリス連合王国）
  - 1982年（昭和57年）8月10日 - ジリンガム市と友好都市提携。
  - 1999年（平成11年）4月9日 - メドウェイ市と友好都市提携[11]

ウィリアム・アダムス（三浦按針）の縁による。アダムスによる洋式帆船建造を記念し「按針祭」を行う伊東市と、アダムスの出生地であるジリンガム市との交流から、1982年にジリンガム市と友好都市提携。1998年、ジリンガム市が隣接市と合併しメドウェイ市が発足したため、1999年にメドウェイ市との友好都市提携に調印。なお、同じくアダムスの縁で横須賀市（神奈川県）もメドウェイ市（旧ジリンガム市）と友好都市協定を結んでいる。
提携都市
- リエーティ市（イタリア共和国）
  - 1985年（昭和60年）7月21日 - 友好都市提携。[11]

「タライ乗り競走」を行う伊東市に対して、「ワイン樽乗りレース」を行うリエティ市側が1980年に友好都市提携を打診。民間での交流が始まり、1981年に伊東観光協会とリエティの太陽の祭り委員会が姉妹関係を結ぶ。1985年、友好都市協定書調印。。
- イスマイリ州 (アゼルバイジャン共和国)
  - 2013年（平成25年）11月21日 - 友好交流都市として提携[11][13]。

## 経済

### 第一次産業

#### 農業
- みかんや甘夏など柑橘類、茶（ぐり茶と言う独特な製法の緑茶）

#### 漁業
- 鮮魚、干物が名産品

主な漁港
- 宇佐美漁港、富戸漁港、八幡野漁港、赤沢漁港
- 川奈漁港、富戸漁港では、イルカ追い込み漁が行われていた。富戸には2019年現在も許可が下りているが、2004年を最後に捕獲実績はない[14]。

### 第二次産業

#### 建設業
- 中小零細の会社が大部分だが就業人口比率で高い。現在でも伊東建設業協同組合やいとう家づくり事業団、伊東市建築大工組合など、建設関連団体が数多く存在する。

### 第三次産業

#### 観光業
- 温泉街、宿泊施設、テーマパーク、飲食店、土産物店が多く立地する。

### 本社を置く企業
- 伊豆急ホールディングス - 伊豆急グループの持株会社（東急グループ）。設立：2012年3月1日。所在地：八幡野1151
  - 伊豆急行 - 鉄道会社。設立：1959年4月11日。所在地：八幡野1151

- - 伊豆急ハウジング - 建設会社。設立：1972年5月。所在地：八幡野1103-266
  - 伊豆急コミュニティー - 不動産会社。設立：1991年12月18日。所在地：八幡野1151
  - 伊豆急物産 - サービス業。設立：1999年1月22日。所在地：八幡野1151
- 東海自動車 - 下記東海グループの親会社、直営で不動産業や索道事業（小室山観光リフト）なども行う（小田急グループ）。設立：1917年2月15日（伊東自動車として）。所在地：渚町2-28
  - 東海バス - バス会社。設立：1999年2月17日（伊豆東海バスとして）。所在地：渚町2-28
  - ALSOK東海 - 警備・ビルメンテナンス企業。設立：1975年12月、所在地：玖須美元和田716-102
  - 東海車輌サービス - 自動車整備会社。設立：1983年5月20日、所在地：玖須美元和田716-102
- いず東海タクシー - タクシー会社。2022年まで伊豆急グループ。設立：1999年11月30日。所在地：八幡野1208-95
- 池観光開発 - 索道事業者（大室山登山リフト）。所在地：池672-2
- 冨士商事 - ホテル（ハトヤ・サンハトヤ）。設立：1947年。所在地：岡1391
- 伊豆新聞本社 - 新聞社（静新SBSグループ）。所在地：鎌田1290-6
- シーブイエー - コミュニティ放送局。設立：1983年10月。所在地：竹の内2-3-19
- 東豆有線 - ケーブルテレビ。設立：1977年6月10日。所在地：宇佐美1651-26
- 伊東テレビクラブ - ケーブルテレビ。所在地：寿町8-4
- エフエム伊東 - コミュニティFM局。設立：1998年2月4日。所在地：松川町5-10

## 情報・通信

### マスメディア

#### 新聞社
- 伊豆新聞 - 静岡新聞系列の地方紙

#### 放送局
テレビ
- CVA - 伊東市街地、宇佐美地区は121・122ch（東豆有線、伊東テレビクラブ）、伊東市南部はIKC122ch（伊豆急ケーブルネットワーク）を通じて放送を行うコミュニティ放送局
- 東豆有線 - ケーブルテレビ
- 伊東テレビクラブ - ケーブルテレビ

ラジオ
- エフエム伊東（なぎさステーション） - コミュニティFM局

## 教育

### 専門学校
- 日本書道芸術専門学校

### 高等学校
県立
- 静岡県立伊豆伊東高等学校

### 中学校
市立
- 伊東市立宇佐美中学校
- 伊東市立北中学校
- 伊東市立南中学校
- 伊東市立門野中学校
- 伊東市立対島中学校

### 小学校
市立
- 伊東市立宇佐美小学校
- 伊東市立伊東小学校
- 伊東市立南小学校
- 伊東市立大池小学校
- 伊東市立富戸小学校
- 伊東市立池小学校
- 伊東市立八幡野小学校

### 特別支援学校
県立
- 静岡県立東部特別支援学校
  - 伊東分校
    - 小・中学部（旧伊東市立旭小学校内）

  - 伊豆高原分校
    - 高等部（静岡県立伊豆伊東高等学校内）

## 交通

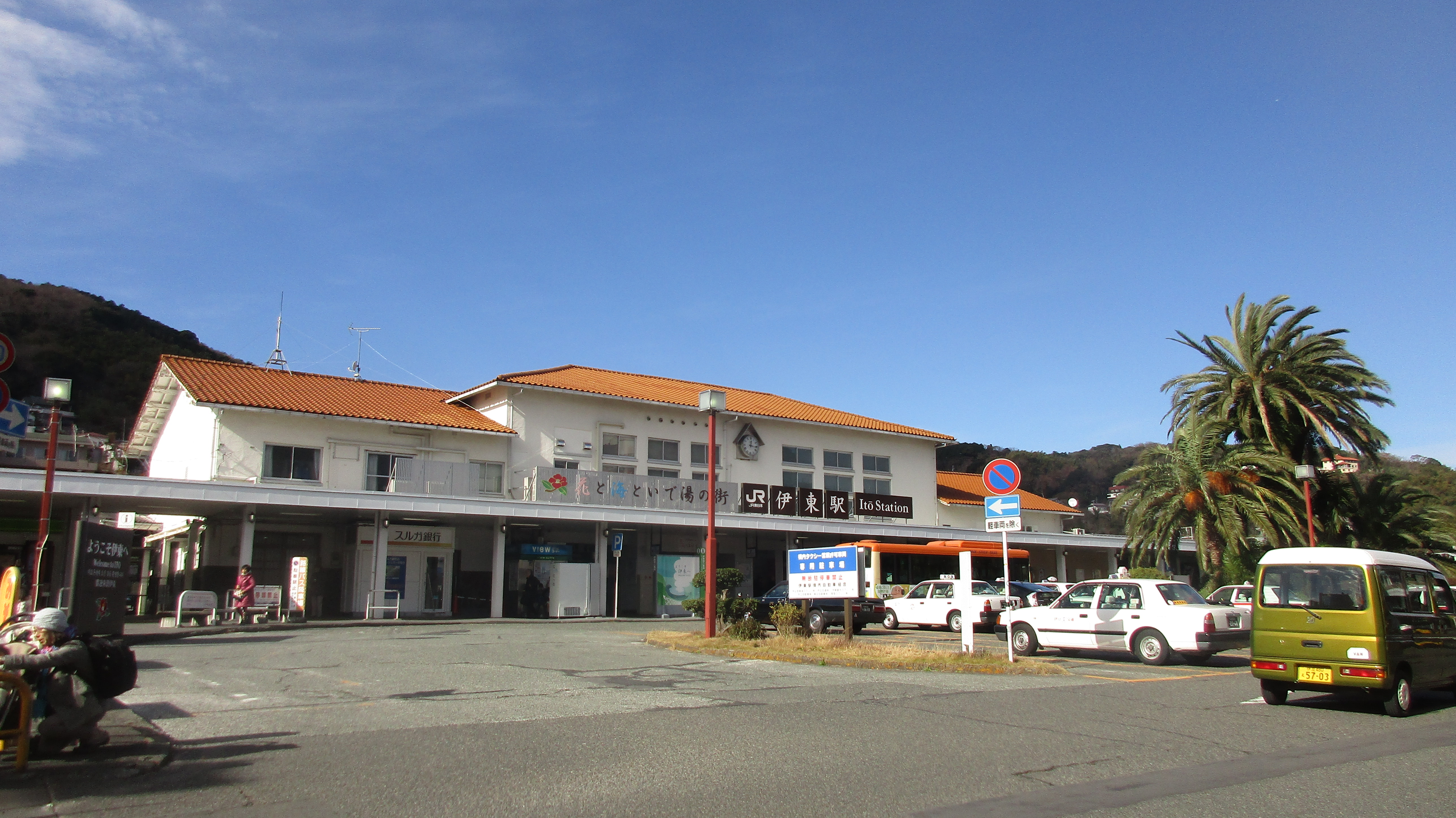
伊東駅

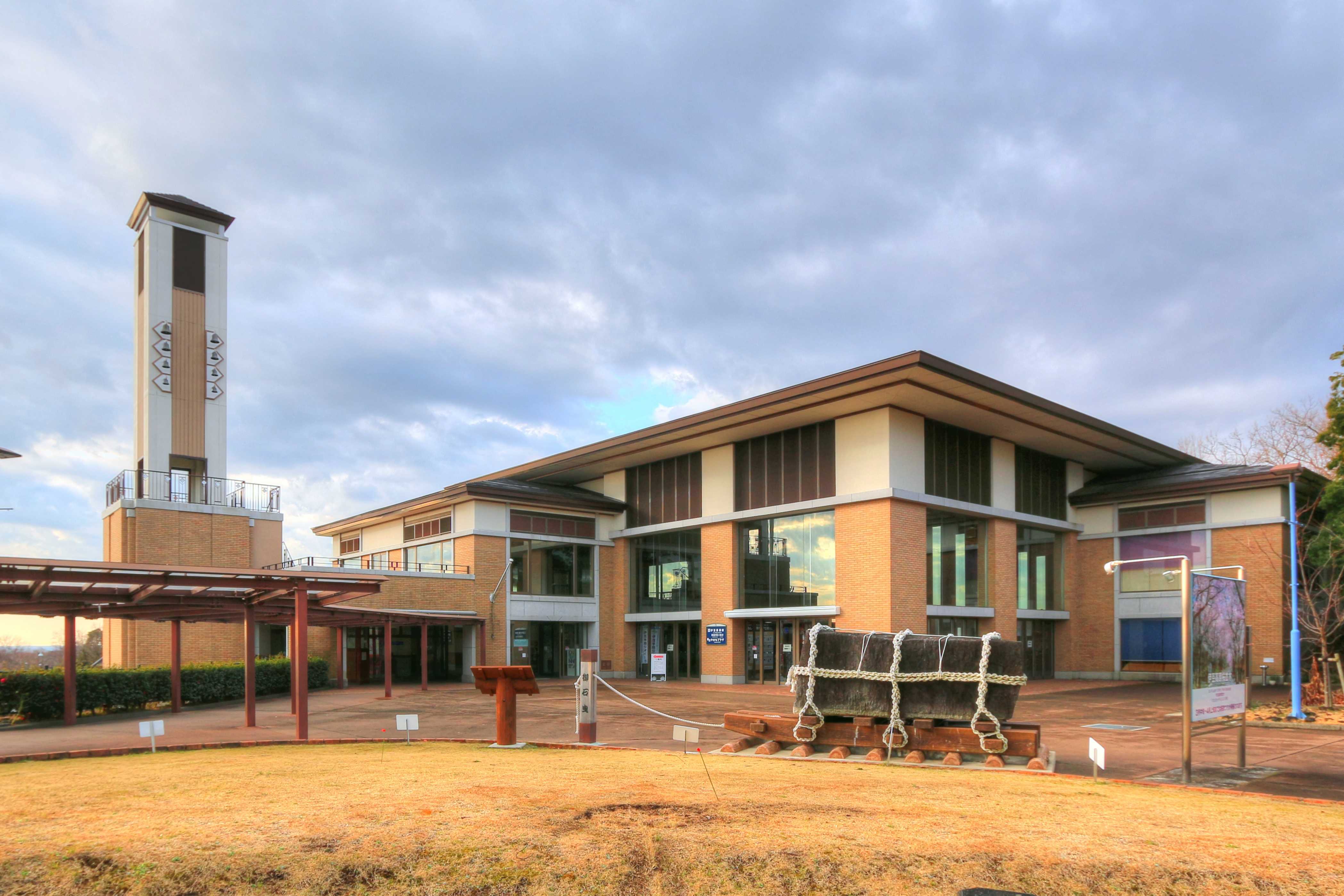
伊豆高原駅

### 鉄道

#### 鉄道路線
東日本旅客鉄道（JR東日本）
 伊東線・■上野東京ライン
- - 宇佐美駅 - 伊東駅

伊豆急行
 伊豆急行線
- 伊東駅 - 南伊東駅 - 川奈駅 - 富戸駅 - 城ヶ崎海岸駅 - 伊豆高原駅 -

伊東線と伊豆急行線は相互乗り入れにより、ほぼ一体運行となっている。

### 索道

#### リフト
東海自動車
- 小室山観光リフト（索道）

池観光開発
- 大室山登山リフト（索道）

### バス

#### 路線バス
- 東海自動車・東海バス本社
  - 東海バス伊東営業所
- 伊東市自主運行バス（運行委託先：東海バス）
- 伊豆市・伊東市自主運行バス（運行委託先：東海バス）
- 伊東市デマンド型乗合タクシー（運行委託先：伊豆急東海タクシー）

### 道路

#### 有料道路
- 伊豆スカイライン： - 亀石峠IC -

#### 国道
- 国道135号 - 北接する熱海市から南接する東伊豆町まで、沿岸部・沿岸寄りを縦断。

#### 県道
主要地方道
- 静岡県道19号伊東大仁線（宇佐美大仁道路） - 宇佐美地区から亀石峠を経由して伊豆の国市（大仁）へと至る。
- 静岡県道50号伊東停車場線 - 国道135号と伊東駅前をつなぐ200m程度の道路。
- 静岡県道59号伊東西伊豆線 - 広野一丁目交差点で県道12号と分岐し西進して伊豆市に入り、冷川峠で南回りの県道12号と再合流する。その後、再度南西へと分岐し、湯ヶ島を経由しつつ西伊豆町仁科へと至る。
- 静岡県道12号伊東修善寺線 - 国道135号から大川（松川）沿いに南西へと進んでいき、奥野ダム（松川湖）の北脇を通って伊豆市へと抜ける。その後、徳永川沿いに北西へと進んで冷川峠を経由し、冷川・大見川沿いを北西へと向かい修善寺駅へと至る。
- 静岡県道109号伊東川奈八幡野線 - 伊東港の先で国道135号と分岐し、川奈や富戸・城ヶ崎海岸などの沿岸部を東回りしつつ、八幡野の城ヶ崎海岸入り口交差点にて国道135号に再合流する。
- 静岡県道351号池東松原線 - 奥野ダム手前で県道12号と分岐して南下し、大室山の西脇で県道111号と合流する。
- 静岡県道111号遠笠山富戸線（遠笠山道路） - 伊豆ぐらんぱる公園前の交差点で国道135号から分岐して西進し、大室山南脇を通って更に西進して伊豆市へと抜ける。その後、伊豆スカイラインの終着点である天城高原インターチェンジを経て南下し、天城高原・遠笠山へと至る。
- 静岡県道112号中大見八幡野線 - 大室山南西で県道111号と分岐して南下し、山に沿って南東へと進みながら、八幡野の中大見口交差点で国道135号と合流する。

### 航路

#### 港湾
- 宇佐美港
- 伊東サンライズマリーナ（伊東マリンタウン内）
- 伊東港（地方港湾）
  - 東海汽船：熱海港 - 伊東港 - 伊豆大島（季節限定、要確認）
- 川奈港
- 富戸港
- 八幡野港
- 赤沢港

### 道の駅
- 道の駅伊東マリンタウン
  - 遊覧船 はるひら丸イルカ号 /ゆーみんフック

## 観光

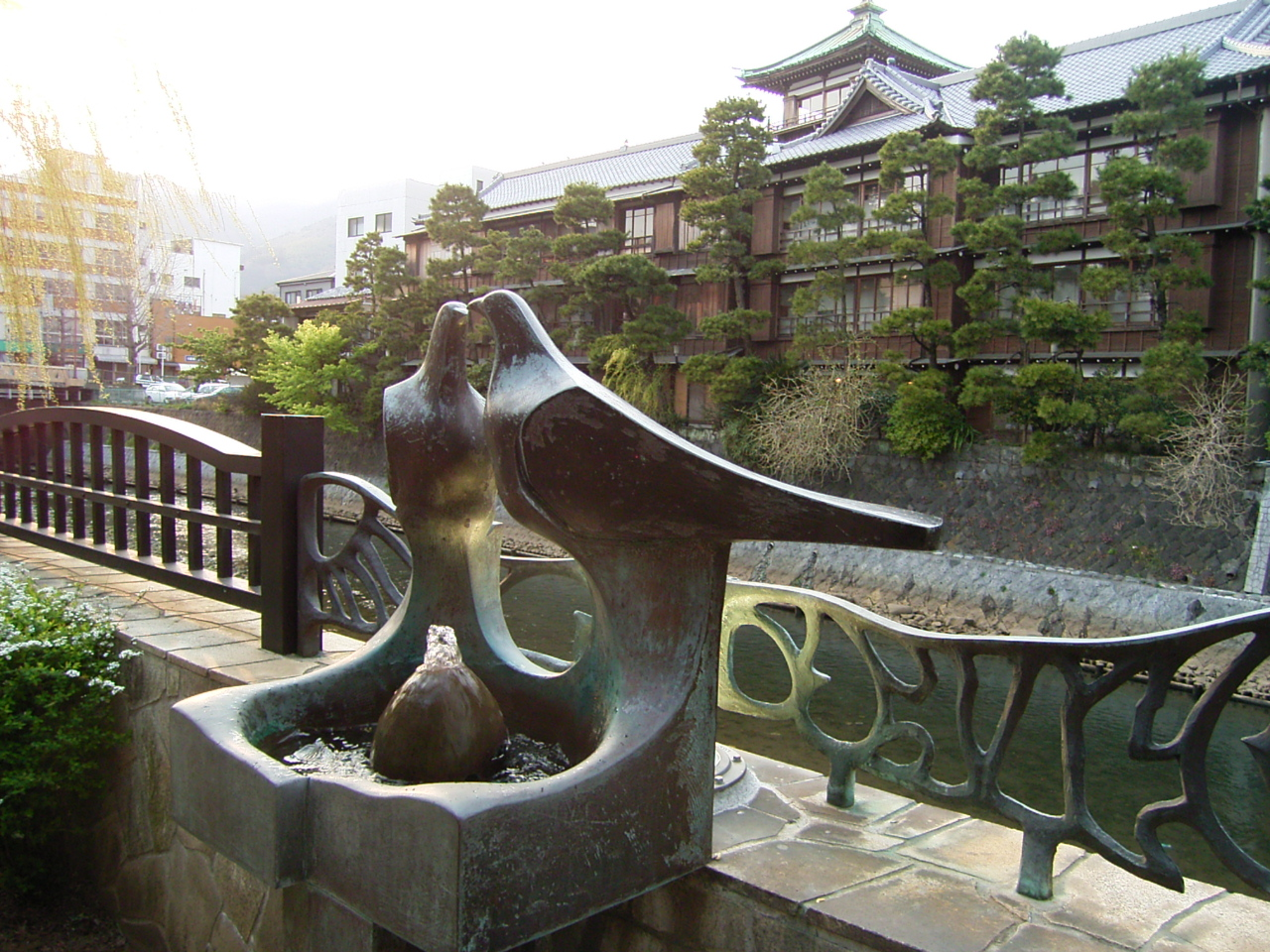
伊東温泉

### 名所・旧跡
七福神めぐり
- 新井神社（恵比寿神）、朝光寺（大黒天）、仏現寺（毘沙門天）、松月院（弁財天）、最誓寺（寿老人）、東林寺（布袋尊、伊東家菩提寺、葛見神社旧別当）、林泉寺（福禄寿、藤の花でも有名）
  - 寺社巡りの他にも、市内にある7軒の共同浴場（湯川弁天の湯、松原大黒天神の湯、和田寿老人の湯、毘沙門天芝の湯、岡布袋の湯、恵比寿あらいの湯、鎌田福禄寿の湯）を巡る「伊東温泉七福神の湯巡り」。JR伊東駅にほど近い湯の花通り商店街には、お湯かけ七福神が設置されている。

#### 寺院
- 蓮着寺 - 日蓮の流罪地。俎岩（まないたいわ）や日本最大のヤマモモ。
  - 蓮着寺のヤマモモ（国の天然記念物）
- 佛現寺 - 日蓮宗本山。毘沙門天を祀り、2月にだるま市が開かれる。寺宝として解読不能の文字が書かれた「天狗の詫証文」がある。

#### 神社
- 葛見神社 - 伊豆国田方郡の式内社「久豆弥（くづみ/くつみ）神社」に比定され、旧社格は郷社。伊東市市街地の南部、高さ30メートル程の小丘北裾に鎮座し、伊東家の篤い保護と崇敬を受けた。境内の鬱蒼と茂る樹林中には国の天然記念物に指定される樟（葛見神社の大クス）の大木が聳える。
- 音無神社 - 流人時代の源頼朝が、伊東祐親の娘・八重姫と逢瀬を重ねたとされる神社。安産の神豊玉姫が祀られている。11月に「天下の奇祭」と称される尻つみ祭りが開催される。

その他
- 比波預天神社（宇佐美留田地区） - 式内社。
- 八幡神社（宇佐美八幡地区） - 鹿島踊り。
- 春日神社（宇佐美初津地区） - 鹿島踊り。
- 鹿島神社（湯川神社、湯川地区） - 鹿島踊り。
- 松原八幡神社（松原神社、松原地区）
- 新井神社（新井地区） - 鹿島踊り。
- 天照皇大神社（玖須美神社、芝町地区）
- 三島神社（川奈地区）
- 小室神社 - 小室山山頂。
- 諏訪神社（吉田地区）
- 一碧湖神社 - 一碧湖西岸。
- 三島神社（富戸地区） - 鹿島踊り。千鶴丸関連。
- 神祇大社 - 伊豆ぐらんぱる公園向かい。単立観光神社。
- 大室山浅間神社 - 大室山山頂。
- 八幡宮来宮神社（八幡野地区） - 式内社論社。キノミヤ信仰。
  - 八幡野八幡宮・来宮神社社叢（国の天然記念物）

#### 史跡
- 東海館 - 伊東温泉のシンボル的旅館の保存建築。
- 杢太郎記念館 - 木下杢太郎の資料を公開している。杢太郎の生家であり、伊東市内最古の民家。
- 東郷記念館 - 東郷平八郎が晩年を過ごした別荘跡。平成24年より一般公開されている。
- 河津三郎血塚 - 伊東祐親の息子河津祐泰が、工藤祐経の家来に遠矢で射殺されたとされる現場に宝筐印塔が建立されている。曽我物語の発端となった場所。

### 観光スポット

#### 温泉
- 宇佐美温泉
- 伊東温泉 - 泉質は単純泉、弱食塩泉（源泉による）。毎分34,000リットル（平均）と大分県の別府温泉・由布院温泉に次ぐ湧出量を誇り、本州一である。ハトヤホテルのCMで全国的に有名である。
- 赤沢温泉

##### 足湯・手湯
- あったまり〜な（伊東マリンタウン内）
- ふれあいの湯（松川公園内）
- よねわかの足湯（マックスバリュ伊東広野店 東向）
- ぽっぽの湯（城ヶ崎海岸駅内）
- 美足（おみあし）の湯（伊豆高原駅 南西脇）

##### 日帰り温泉
- 宇佐美
  - 旅乃家 宇佐美温泉 海ホテル
- 伊東市街地
  - ホテルサンハトヤ
  - シーサイドスパ（伊東マリンタウン）
  - ホテル伊東パウエル
  - かめや楽寛
  - 山喜旅館
  - 東海館
  - 梅屋旅館
  - ホテルよしの
  - 翠方園
  - 大東館
  - 陽気館
  - 游心楼山へい
  - ホテル緑風園
  - ホテルニュー岡部（大江戸温泉物語グループ）
  - 伊東ホテル聚楽
  - 伊東小涌園

- 伊東市街地（共同浴場）
  - 湯川第三浴場 汐留の湯
  - 湯川第二浴場 弁天の湯
  - 湯川第一浴場 子持ち湯
  - 松原 大黒天神の湯（松原温泉会館）
  - 和田 寿老人の湯（和田の大湯、和田湯会館）
  - 毘沙門天 芝の湯（玖須美温泉会館）
  - 恵比寿あらいの湯
  - 小川 布袋の湯
  - 岡 布袋の湯
  - 鎌田 福禄寿の湯（鎌田湯）

- 小室地区
  - サザンクロスリゾート
  - 四季倶楽部 伊豆エルミタージュ

- 対島地区
  - リブマックスリゾート伊東川奈（※所在は富戸の北東端）
  - ホテルアンビエント伊豆高原（本館）
  - ヴィラージュ伊豆高原
  - 伊豆高原ホテル五つ星
  - かんぽの宿伊豆高原
  - リブマックスリゾート伊豆高原
  - 四季倶楽部 エスプラート伊豆高原
  - 立ち寄り温泉 伊豆高原の湯
  - 伊豆高原 城ヶ崎温泉 花吹雪
  - リブマックスリゾート城ヶ崎海岸（※所在は八幡野港の南西脇）
  - 赤沢日帰り温泉館（DHC赤沢温泉郷内）

#### 海水浴場
- 宇佐美海水浴場
- 伊東オレンジビーチ
- 川奈いるか浜公園

#### 公園
- 伊東公園 - 伊東駅裏にある李王家の別荘跡地。小高い丘の頂上に木下杢太郎の歌碑がある。
- 丸山公園 - 小沢川を中心に設営された公園。夏にはホタル鑑賞会が行われる。
- なぎさ公園 - 伊東オレンジビーチの南側に位置する。伊東在住の彫刻家・重岡建治作の彫刻が多数設置されている。
- 按針メモリアルパーク - 徳川家康の命を受けた三浦按針（ウィリアム・アダムス）が洋式帆船を建造した松川河口にある。三浦按針の銅像、サン・ブエラ・ヴェンツェーラ号の彫刻が設置されている。
- 物見塚公園 - 伊東氏館跡と伝えられる小高い丘の上の公園。見張りを立たせたとされる物見の松（2代目）、伊東祐親の騎乗像がある。
- 松川湖畔観光施設 - 奥野ダムのダム湖である松川湖の周囲に造成された遊歩施設。
- 小室山公園 - 小室山の北西山麓。テニスコートやつつじ園、椿園がある。
- さくらの里 - 大室山の北西山麓の桜の名所。ソメイヨシノの他、十月桜、寒桜、大寒桜などが植栽されているので、真夏以外は桜の花を楽しむ事ができる。

#### 自然

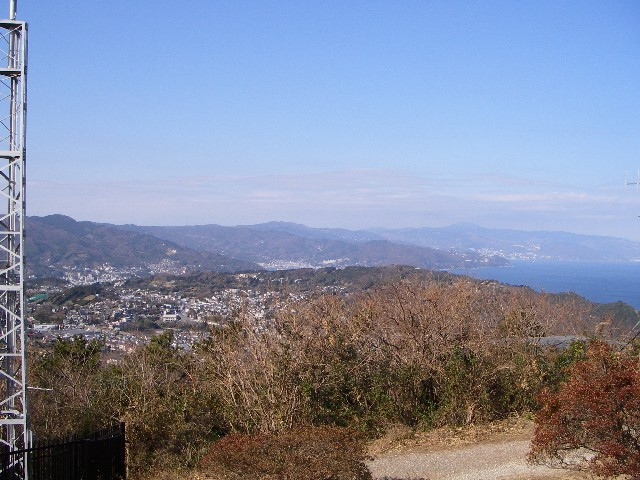
小室山から見た伊東市街

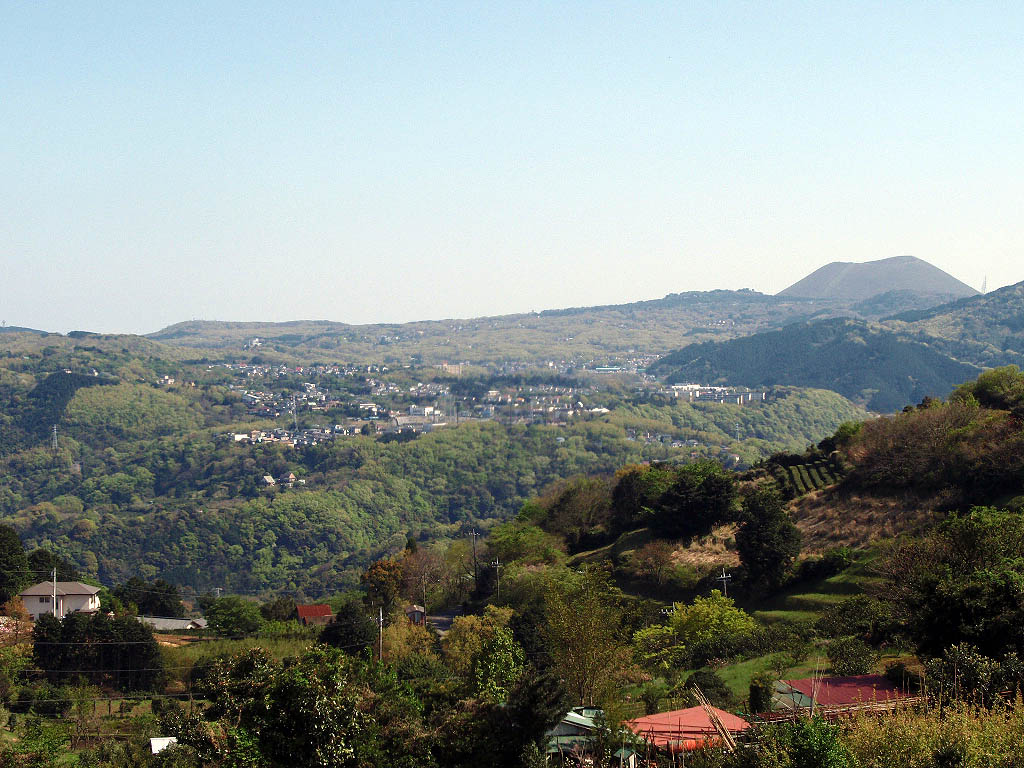
大室山と伊豆高原（稜線付近）

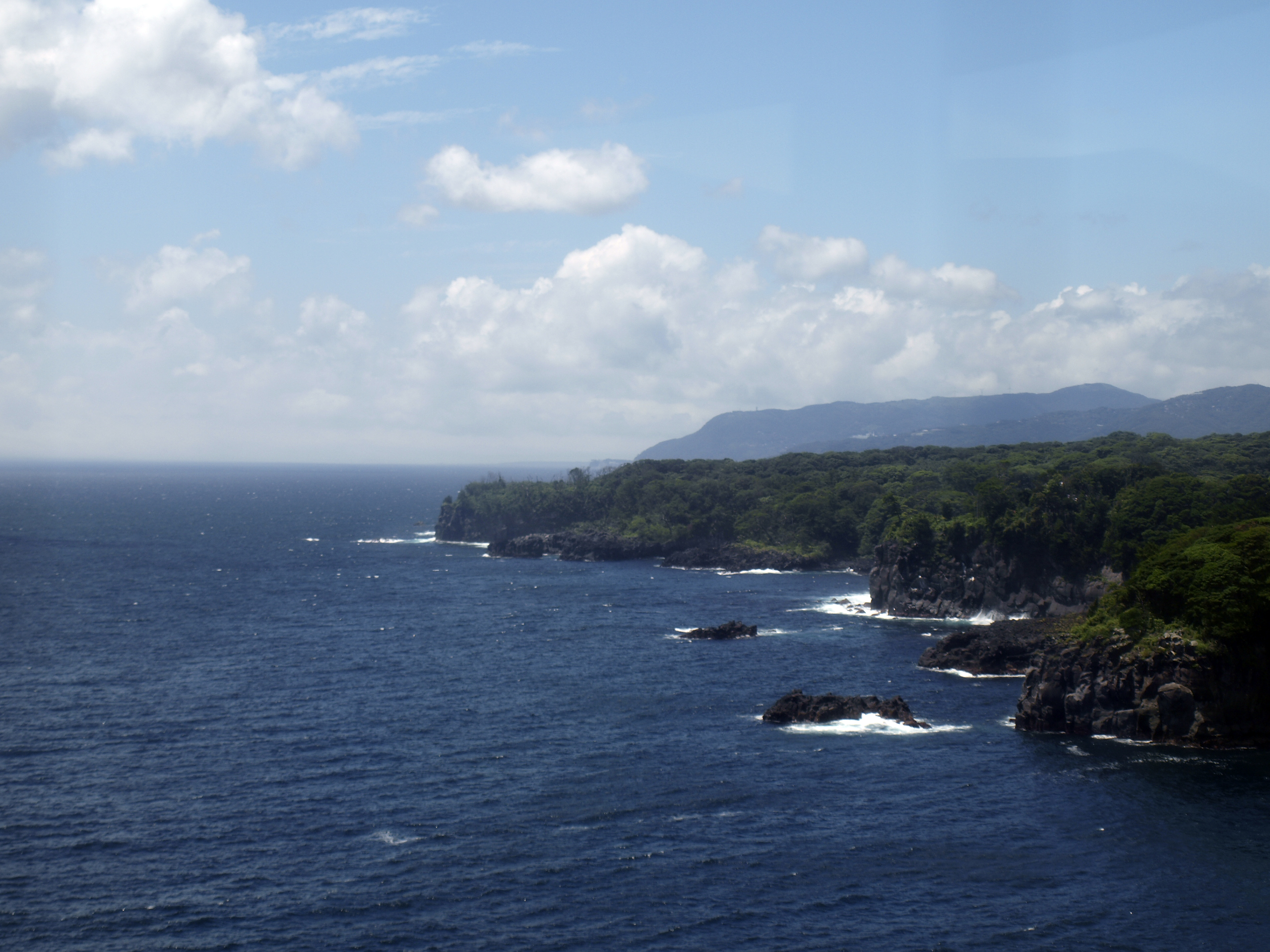
城ヶ崎海岸

- 松川湖 - 奥野ダム建設によりできた人造湖。ロウバイやシバザクラ、河津桜など四季折々の花が楽しめる。
- 伊豆東部火山群
  - 小室山 - 伊豆東部火山群の火山。観光リフトで頂上まで行ける。山頂には展望台があり、相模灘や伊豆大島を望むことができる。
  - 一碧湖 - 「伊豆の瞳」とも呼ばれる伊豆東部火山群の火口湖。明仁上皇が皇太子時代に、アメリカより持ち戻られたブルーギルが放流された事で知られる。
  - 大室山 - 伊東のシンボル的存在の火山。観光リフトで頂上まで行ける。2月中旬に山焼き。
  - 城ヶ崎海岸 - 大室山の溶岩流による断崖の海岸に灯台や吊橋を巡る遊歩道がある。富戸港を発着する遊覧船で海上からの観光もできる他、ホエールウォッチングやバードウォッチング用のツアーも存在する[15]。
- 伊豆高原桜並木 - 伊豆高原駅高原口より3kmにわたって続く。桜のトンネルとも呼ばれている。
- 汐吹き岩 - 磯遊びが楽しめる汐吹公園の一角にあり、潮の干満により洞穴から潮が吹き出す。

#### 商店街
- 湯の花通り商店街
- キネマ通り商店街

#### 娯楽施設
- 伊東マリンタウン
- 伊東温泉競輪場
- 伊豆シャボテン動物公園
  - 伊豆ぐらんぱる公園
  - ニューヨークランプミュージアム＆フラワーガーデン
- みかん狩り園 - 宇佐美地区、吉田地区に数件。
- ダンコーエンボウル ボウリング場。2022年現在もオートスコアラーを導入せず、手書きスコアシートを記入する方式。
- 伊東オークラボウル
- 赤沢ボウル

#### 美術館・博物館
- 池田20世紀美術館 - 有名画家の作品など約1300点を収蔵。
- 伊豆オルゴール館
- 野坂オートマタ美術館
- 伊豆ガラスと工芸美術館
- 伊豆高原ステンドグラス美術館
- 象牙と石の彫刻美術館 ジュエルピア
- 崔如琢美術館
- 伊豆テディベア・ミュージアム
- 蝋人形美術館
- まぼろし博覧会
- 怪しい少年少女博物館 - レトロ、サブカルチャー的な内容の展示物で有名。
- 伊豆高原ねこの博物館

他にも私設の小さく特殊な分野のものが多数散在する。

#### ゴルフ場
- 川奈ホテルゴルフコース
- サザンクロスカントリークラブ
- 伊東カントリークラブ
- ゴールド川奈カントリークラブ

#### スキューバダイビング
宇佐美港
- 宇佐美ダイビングセンター

伊東港
- 伊東ダイビングサービス

川奈港・富戸港
- 周辺にショップ多数。

城ヶ崎海岸
- 伊豆海洋公園ダイビングセンター

八幡野港
- 八幡野ダイビングセンターなど

赤沢港
- 赤沢ダイビングセンター

### かつて存在した観光施設
- 伊東水族館 - 現在の伊東マリンタウン辺りにあり、イルカのショーで有名だった。
- 次郎おさるランド - 伊東マリンタウンが開業する前に暫定的に設置されていた村﨑太郎による猿まわしの常設劇場。大変な人気を博したが、マリンタウンの建設工事開始に伴い天城高原ファミリーパーク内へと移動。2005年に閉鎖され伊東市内より撤退した。
- 伊豆コスモランド - 現在は伊豆ぐらんぱる公園となっている。地球儀型の大温室があり国道135号のランドマークとなっていた。
- 浄の池 - 池の底から温泉が湧き出ているため、水温が高くオオウナギなど、珍しい魚が棲息していたため国の天然記念物となっていた。しかし温泉が枯れ水温が下がったため魚の種類も減り、1982年（昭和57年）に天然記念物の指定を外された。今は埋め立てられビルが建っている。伊東を訪れた室生犀星が、湯の中に生きる魚を目にして、生命の不思議さを「じんなら魚」と言う詩に表した。
- 伊東スタジアム - ホテル併設の野球場だったため、実業団や学生野球部の合宿のみならず、プロ野球の読売ジャイアンツ（巨人）や横浜大洋ホエールズのキャンプも行われた。特に1979年10月、当時の長嶋茂雄巨人監督が中畑清、江川卓ら若手選手たちを鍛え上げた「地獄の伊東キャンプ」は有名である。跡地は伊東市民病院となっている。2003年時点で、伊東市は圧倒的に巨人ファンが多い土地柄であると報じられている[16]。
  - その他、伊豆高原地区を中心に、バブル期に開業し、その後閉鎖となったテーマパークや博物館、美術館跡が目立つ。

## 文化・名物

### 祭事・催事
主なイベント
- 伊東めちゃくちゃ市 - 毎年1月下旬に開催。
- 大室山山焼き（おおむろやま やまやき） [17][18]

毎年2月の第2日曜日に大室山で行われる。開催地住所：伊東市富戸1317-5。約700年前（※2010年代時点）から続くの伝統がある野焼きで、池区大室山山焼保存会が山の保全と観光事業の一環として実施する。
- 松川タライ乗り競走 [19][20]

毎年7月上旬に開催。開催地：松川（いでゆ橋～松川藤の広場横）。直径約1m・深さ約40cmの盥（たらい）に乗り、杓文字ほどの小さな櫂一対でもって漕ぎながら川（松川）を下り、400m先のゴールまでの速さを競う。1956年（昭和31年）に始まり、2019年（令和元年）時点で第64回を数える。当地域は温泉街ゆえに川沿いに旅館が軒を連ねていた。旅館の従業員は盥を使って松川で洗濯をするのが日常であったが、地域おこしを模索する人がこの盥を使って一寸法師のように川下りをしたら面白いのではないかとイベントを立ち上げたところ、好評を博して長く続くことになった。子供部門、観光客部門、外国人限定の国際部門、4つを繋げて下る団体など、様々な部門がある。国際部門は約50年前（2018年時点）から開催している。優勝3万円、5位でも7千円と、賞金が出る。盥は極めて転覆しやすいため、完走はけっこう難しい。
- 按針祭（あんじんさい）

毎年8月8日 - 10日に開催。三浦按針（ウィリアム・アダムス）にちなむ。8日、海上灯籠流し、9日、太鼓合戦、10日、按針パレード、按針祭海の花火大会。
- 伊東大田楽（いとう だいでんがく） [21]
- 伊東さんやれ祭り

毎年10月14日・15日に開催。旧市内にある湯川神社と松原神社の例大祭。「さんやれ」とは山車を曳く時の掛け声である。15日には神輿の海上渡御が行われる。
- 尻つみ祭り

11月に音無神社で行われる。「天下の奇祭」とも称され、神事のほかに尻相撲大会も催される。
- ホエールウォッチング[15]
- 全日本まくら投げ大会
　　2013年に地域イベントとして開催されたものであったが、その後に同市への誘客イベントとして独自のルールなどを設定し、スポーツとして進化させた。2020年に第9回大会を開催。2021年4月には1987年のアーケードゲーム『熱血高校ドッジボール部』とコラボした。

### 出身著名人

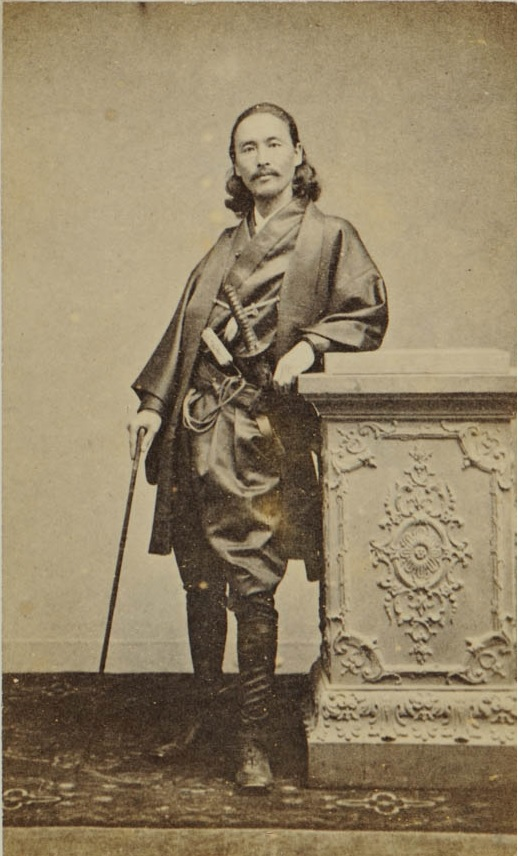
肥田浜五郎

## 出身関連著名人

### 政治・行政等
- 木部佳昭（衆議院議員）
- 肥田浜五郎（幕末の幕臣、官僚）
- 日吉雄太（衆議院議員）
- 茂木正（経済産業技官）[22]

### 芸能・文化・音楽
- 秋竜山（漫画家）
- 阿武野勝彦（テレビプロデューサー、東海テレビ放送アナウンサー）
- 石丸彰彦（ドラマプロデューサー、TBSテレビ編成局編成部企画担当部長）[23]
- 伊藤多賀之（ミュージシャン）
- 遠藤響子（ミュージシャン、役者）
- 片上長閑（俳人）
- 木下杢太郎（医学博士、文学者）
- 木部ショータ（声優）
- 斉藤亜緒衣（広島ホームテレビアナウンサー）
- 志茂田景樹（作家）
- 鈴木いづみ（作家、女優）
- 鈴木敬（美術学者）
- 土屋宗良（フラワーアーティスト、華道家）
- 西野未姫（タレント、元AKB48メンバー）
- 樋口なづな（アイドル）
- 森田実（政治評論家）
- 森瑤子（作家）

### スポーツ選手
- 伊代野貴照（競輪選手、プロ野球選手）
- 上原堆我（プロ野球選手）
- 上原力也（プロサッカー選手）[23]
- 小川美咲（女子競輪選手）
- 杉村英孝（ボッチャ選手、リオパラリンピックボッチャ団体銀メダリスト）
- 杉本英世（プロゴルファー）
- 竹安大知（プロ野球選手）
- 星月芽依（女子プロレスラー）

### 武将とその関係者
- 伊東祐親（平安末期の平家方武士。伊東市（伊東荘）は伊東氏の本貫地である）
- 八重姫_(伊東祐親の娘)（源頼朝の最初の妻とされる女性。頼朝の初子・千鶴御前の母）

### ゆかりの著名人
- マリリン・モンロー 1954年2月、ジョー・ディマジオとの新婚旅行で来日した際、市内の川奈ホテルに滞在。
- 坂口安吾 - 在住（1949年 - 1951年）。1951年に伊東競輪不正告訴事件を起こす。
- 近江俊郎 - 映画・楽曲『湯の町エレジー』（1949年）、ロケーション撮影を行なう[4]。
- ジョン・ヒューストン - 映画『黒船』（The Barbarian and the Geisha, 撮影当初の題名『タウンゼント・ハリス物語』Townsend Harris Story）のロケーション撮影を川奈で行なう（1957年10月）[4]。
- ジョン・ウェイン - 同上[4]
- 初代コロムビア・ローズ - 楽曲『伊東ブルース』（1961年）[4]
- 黒沢明とロス・プリモス - 楽曲『城ヶ崎ブルース』（1968年）[4]
- 大橋巨泉 - かつて伊東市内に在住。TV出演の際「伊東市民」と自己紹介していた。
- 関口知宏 - 俳優。俳優である関口宏の長男。市内で創作活動に励む。
- 阿久悠 - 作詞家。宇佐美に在住していた。
- 荒井注 - コメディアン、俳優、ザ・ドリフターズ元メンバー。晩年を伊東市内で過ごした。伊豆高原で経営しようとしたカラオケボックスの逸話は有名。
- 牛次郎 - 漫画家。富戸にある願行寺管長兼住職。
- 太地喜和子 - 女優。1992年10月、舞台上演のため市内に滞在中、乗っていた車が伊東港に転落し水死。
- 天野こずえ - 漫画家。漫画『あまんちゅ!』原作者。『あまんちゅ!』の舞台として、市内各所（一部熱海市）を作品に織り込む。
- 水森亜土 - イラストレーター・歌手・女優・作家。川奈と伊豆高原に画廊を持つ[23]。
- キートン山田 - 声優・俳優・ナレーター。1999年より伊東市内に在住[23]。
- 本田恵子 - 漫画家。2015年より伊東市内に在住[23]。
- 井端弘和 - 元プロ野球選手。小学3年生の時伊東市に居住していた。
- 木梨憲武（とんねるす） - 両親が伊東市出身[24]。
- 東郷平八郎 - リウマチを患っていた妻に温泉治療を受けさせる目的で、1929年（昭和4年）、現在の市内渚町に別荘を築造。1933年（昭和8年）まで使用された。建物は2012年（平成24年）より伊東東郷記念館として一般公開されている[25]他、2019年（令和元年）、国の登録有形文化財[26]に登録された。
- 北里柴三郎 - 1913年（大正2年）、市内に別荘を築造。敷地内の温泉プールを地元民に開放した[27]他、地元の小学生の通学に便宜を図るべく私財を投じてコンクリート橋を架橋する[28]などの功績を残す。別荘は1931年（昭和6年）に北里が没した後、講談社創業者の野間清治が譲り受け、さらに1948年（昭和23年）、同敷地内に野間自由幼稚園が開園、現在に至る。
- 円谷英二 - 1969年（昭和44年）暮れに市内浮山の別荘へ居を移し、翌1970年（昭和45年）1月25日に同地にて死去。

### マスコット
ご当地キャラ
- マリにゃん&カモメ隊長 - 道の駅伊東マリンタウンのキャラクター。マリにゃんは立体化されている。
- ミカリン - 伊東温泉競輪場のキャラクター。セーラー服を着込んだミカン。
- カピーバ、カピーナ - 伊豆シャボテン公園のキャラクター。ポンチョをまとったカピバラ。

## 伊東市を舞台とした作品

### 文学・記録・漫画
- 肝臓先生：坂口安吾 - 伊東市在住中に執筆された。市内ある天城診療所の院長・佐藤精一が主人公のモデルである。
- 伊豆死刑台の吊り橋：和久峻三
- 伊豆高原の女：島田一男
- 城ヶ崎心中 - 特命刑事千崎進吾：島田一男
- 迂回の殺意 - 伊東着16時27分の死者：津村秀介
- 伊豆高原殺人事件：大谷羊太郎
- 「伊豆の瞳」殺人事件：吉村達也
- 伊豆密会旅行殺人事件：草野唯雄
- 街は狙われた：草野唯雄
- ドラゴンヘッド：望月峯太郎 - 大地震発生直後の津波で、伊東市街が壊滅するシーンが描かれた。
- あまんちゅ!：天野こずえ[29]
- ぐらんぶる：井上堅二・吉岡公威

### 映画・テレビドラマ
- 2006年公開、浅田次郎原作の映画『地下鉄に乗って』で、昭和30年代の新中野駅商店街シーンのロケ地として銀座元町の旧国道135号沿いアーケードが使われた。
- サスペンスドラマのエンディングで、刑事と犯人が崖の上で対峙する場面は、城ヶ崎海岸でロケされた場合が多い。
- 昭和40年代に放映された特撮番組『ウルトラマン』 (第20話)、『ウルトラマンA』 (第31話)、『仮面ライダー』（第14話、15話、53話、86話）、『仮面ライダーV3』（第3話、4話、11話、12話）、『人造人間キカイダー』（第4話）、『超人バロム・1』（第17話）は、伊東市内でロケが行われた。
- 1982年公開映画 シブがき隊主演『シブがき隊 ボーイズ & ガールズ』ではほぼ全面、富戸地区の民宿や貸別荘などで撮影された。
- 1986年公開映画 石原真理子・石黒賢主演『Apartment Fantasy めぞん一刻』の池、神社のシーンは、吉田の一碧湖とその畔の一碧湖神社で撮影された。
- 2012年公開映画 喜矢武豊主演『死ガ二人ヲワカツマデ… 』第一章「色ノナイ青」の決闘シーンは、新井の白砂海岸が使用された。
- 2012年公開映画 草彅剛主演『任侠ヘルパー』市内宇佐美地区留田に舞台中心である老人介護施設のセットを設営し、撮影された。
- 2014年公開映画 池松壮亮主演『大人ドロップ』の校舎及び学校内シーンは、八幡野の静岡県立伊東城ケ崎高校（現：伊東高等学校城ヶ崎分校）が使用された。
- 2017年放映テレビドラマ『帯ドラマ劇場・やすらぎの郷』老人ホームやすらぎの郷 La Strada は川奈ホテル、戸建ての入居者居住棟はCG合成である。
- 2018年放映 ディーン・フジオカ主演 テレビドラマ『モンテ・クリスト伯 -華麗なる復讐-』市内宇佐美地区留田漁港を浜浦町として、また屋敷のシーンは川奈ホテルで撮影された。
- 2020年放映のテレビドラマ版『荒ぶる季節の乙女どもよ。』の校舎及び学校内シーンは、吉田の静岡県立伊東商業高校が使用された。

### その他の作品
- みかんの花咲く丘 - 加藤省吾作詞、海沼實作曲による童謡。静岡県道19号伊東大仁線沿いのみかん山をイメージに作詞されている。亀石峠付近には歌碑も設置されている。
- 富戸地区はPS2ゲームソフト『ぼくのなつやすみ2 海の冒険篇』の舞台となり、作中では1975年（昭和50年）の「富海」として登場。国道建設中の模様なども描かれた。
- 一碧湖湖畔はフロントウイングのゲーム『セパレイトブルー』の舞台となり、伊東市は作中で「三鳩谷市」として登場した。
- SONS OF THE SUN（麻波25の楽曲）- PVは伊東観光会館付近、オレンジビーチ、伊東マリンタウンで撮影されたもの。
- ジャーバージャ（AKB48の楽曲）- 2018年3月リリースのメジャー51作目のシングル。伊東市役所ロビーや伊東オレンジビーチなど、市内各所でミュージック・ビデオの撮影が行われた。
- 根も葉もRumor（AKB48の楽曲）- 2021年9月リリースのメジャー58作目のシングル。伊東市立宇佐美中学校でミュージック・ビデオの撮影が行われた。
- Crosswalk（鈴木みのり アニメ『あまんちゅ! ～あどばんす～』テーマ）- 伊東市役所や富戸駅ほか、市内各所でミュージック・ビデオの撮影が行われた。